# Minutemen (milicia)

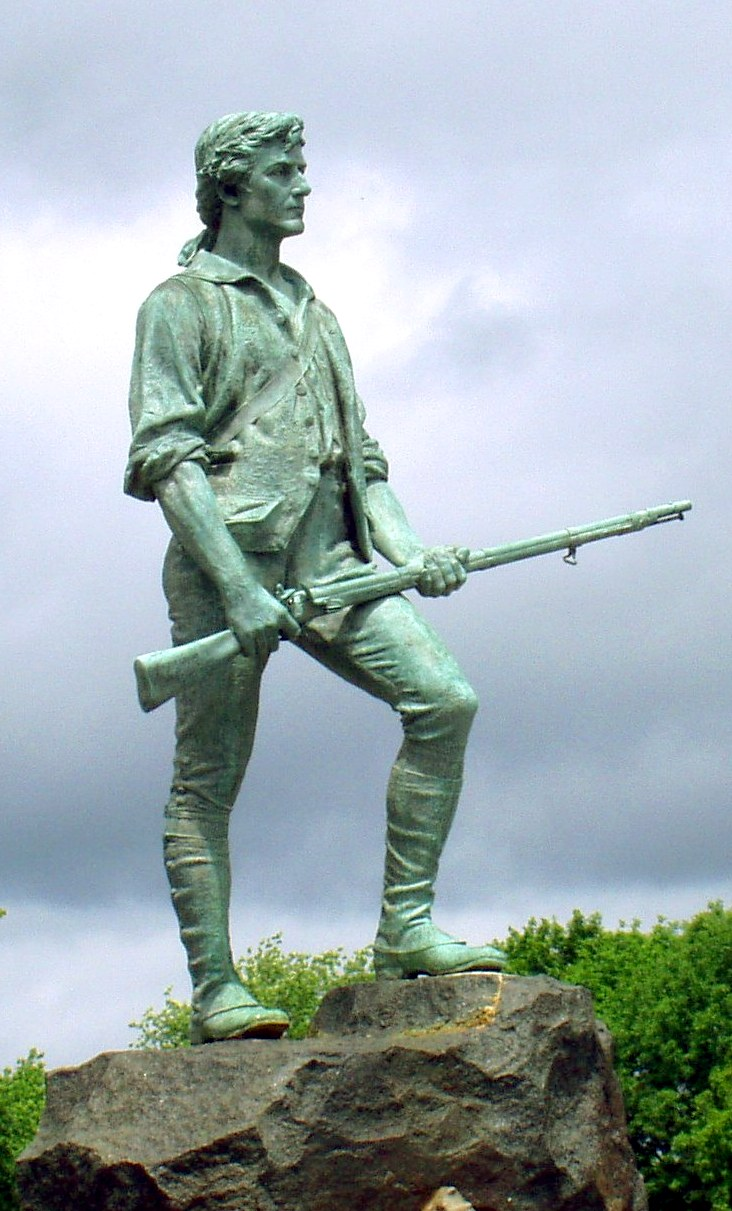
Lexington Minuteman, monumento de 1900 que homenajea a los Minutemen.

Los Minutemen eran miembros de la milicia colonial de Nueva Inglaterra, entrenados en armamento, tácticas y estrategias militares durante la Guerra de Independencia de los Estados Unidos. Eran conocidos por estar listos en un minuto, de ahí su nombre. Los Minutemen constituían una fuerza de gran movilidad y despliegue rápido que permitía a las colonias responder inmediatamente a las amenazas y hostilidades enemigas. Eran una evolución de las anteriores unidades coloniales de respuesta rápida (rapid-response units).
Los minutemen fueron de los primeros en luchar en la Revolución Americana y constituían aproximadamente una cuarta parte de toda la milicia. Generalmente eran más jóvenes, más móviles y los gobiernos locales les proporcionaban armas de fuego. Seguían formando parte de las organizaciones generales de regimientos de la milicia en las colonias de Nueva Inglaterra.
El término también se ha aplicado a varias fuerzas paramilitares civiles estadounidenses posteriores.